# 영광 단주리 당간지주
영광 단주리 당간지주(靈光 丹朱里 幢竿支柱)는 대한민국 전라남도 영광군 영광읍 단주리에 있는 고려시대의 당간지주이다. 1987년 6월 1일 전라남도의 유형문화재 제153호로 지정되었다.

## 개요
당간지주는 사찰 입구에 설치하는 것으로, 절에 행사나 의식이 있을 때면 이곳에 당이라는 깃발을 걸게 되는데, 이 깃발을 매달아 두는 길쭉한 장대를 당간이라 하고, 당간을 양쪽에서 지탱해주는 두 돌기둥을 당간지주라 한다.
이 당간은 원래 높이가 12m나 되는 거대한 것이었다고 전한다. 1945년 태풍으로 윗부분이 부러져 쇠고리로 붙였으나, 부러진 부분이 없어지고 지금은 붙였던 흔적만 남아있다. 당간지주는 간결한 형태로 기둥 맨 윗부분은 모서리를 깍아 둥글게 처리하였다. 기둥 사이에는 당간을 꽂아두는 네모난 받침돌을 두었고, 기둥 안쪽면 중간에는 당간을 고정시키기 위한 구멍을 뚫어 놓았다.
당간과 지주 모두 간결하고 단순한 모습이다. 근처의 고려시대의 것으로 보이는 월평탑과 같은 재질의 돌로 이루어졌고, 주변에서 고려시대 기와조각이 발견된 점으로 보아 고려 후기에 세운 것으로 짐작된다.

## 참고 자료
- 영광단주리당간지주 - 국가유산청 국가유산포털